# International Journal of Quantum Chemistry
International Journal of Quantum Chemistry is een internationaal, aan collegiale toetsing onderworpen wetenschappelijk tijdschrift op het gebied van de
fysische chemie.
De naam wordt in literatuurverwijzingen meestal afgekort tot Int. J. Quant. Chem.
Het wordt uitgegeven door John Wiley & Sons en verschijnt 15 keer per jaar.
Het eerste nummer verscheen in 1967.